# Cedar Lake (Wisconsin)
Cedar Lake es un pueblo ubicado en el condado de Barron en el estado estadounidense de Wisconsin. En el Censo de 2020 tenía una población de 1076 habitantes y una densidad poblacional de 11,74 personas por km².

## Geografía
Cedar Lake se encuentra ubicado en las coordenadas 45°35′38″N 91°35′54″O / 45.59389, -91.59833. Según la Oficina del Censo de los Estados Unidos, Cedar Lake tiene una superficie total de 91.66 km², de la cual 81.14 km² corresponden a tierra firme y (11.48%) 10.52 km² es agua.

## Demografía
Según el censo de 2010, había 948 personas residiendo en Cedar Lake. La densidad de población era de 10,34 hab./km². De los 948 habitantes, Cedar Lake estaba compuesto por el 97.89% blancos, el 0.21% eran afroamericanos, el 0.42% eran amerindios, el 0% eran asiáticos, el 0% eran isleños del Pacífico, el 0.11% eran de otras razas y el 1.37% pertenecían a dos o más razas. Del total de la población el 0.84% eran hispanos o latinos de cualquier raza.